# (3761) Романская
(3761) Романская (лат. Romanskaya) — типичный астероид главного пояса, открыт 25 июля 1936 года российским и советским астрономом Григорием Неуйминым в Симеизской обсерватории и 17 марта 1995 года назван в честь первой российской женщины-астронома и наблюдателя Софьи Васильевны Ворошиловой-Романской.

## Обнаружение и именование
(3761) Романская
Открыт 25 июля 1936 года в Симеизе Г. Н. Неуйминым.
Назван в память о Софье Васильевне Романской (1886—1969) — первой русской женщины, занимавшейся астрономическими наблюдениями. Произвела более 20 000 высокоточных определений широты с помощью зенитного телескопа ЗТФ-135. Её основные научные интересы были связаны с изменением широты и полярным движением Земли. С 1908 по 1959 год работала в Пулковской обсерватории. Название предложено Л. Д. Костиной.
Оригинальный текст (англ.)3761 Romanskaya
Discovered 1936-Jul-25 by Neujmin, G. at Simeis.
Named in memory of Sof'ya Vasil'evna Romanskaya (1886—1969). The first Russian woman concerned with astronomical observations, she made over 20 000 highly precise latitude determinations with a ZTF-135 zenith-telescope. Her major scientific interests were in the fields of the variation of latitude and the earth's polar motion. From 1908 to 1959 she worked at the Pulkovo Observatory. Name proposed by L. D. Kostina.
Источники: DISCOVERY.DB; M.P.C. 24916.

## Орбита

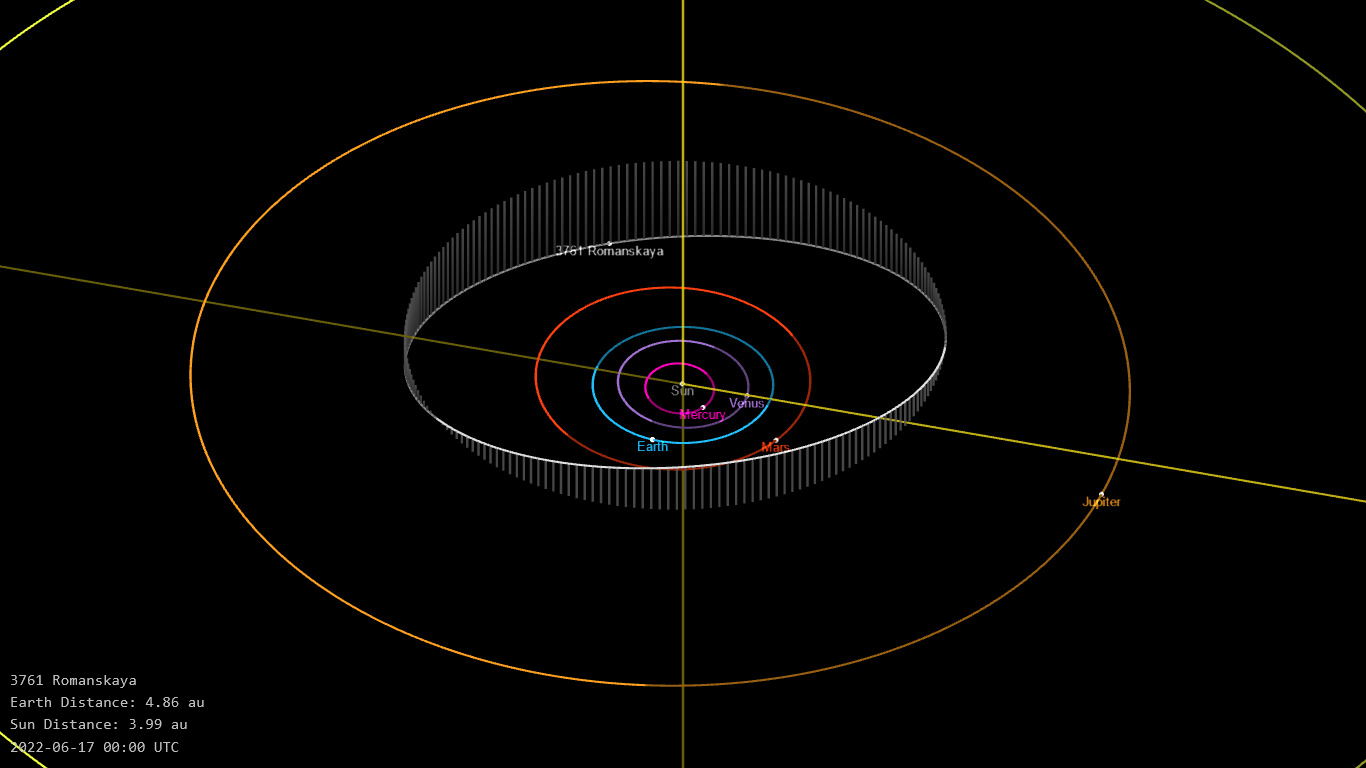
Орбита астероида Романская и его положение в Солнечной системе

## Физические характеристики
Астероид относится к таксономическому классу C.
По результатам наблюдений в видимом и ближнем инфракрасном диапазоне космического телескопа NEOWISE и наблюдений в инфракрасном диапазоне спутника Akari диаметр астероида оценивался равным 32,882±0,255 км, 26,15±1,27 км, 24,61±6,97 км, 24,30±5,86 км, 32,91±7,80 км и 28,42±7,18 км. Согласно тем же источникам альбедо оценивается как 0,0594±0,0146, 0,102±0,012, 0,06±0,04, 0,06±0,03, 0,059±0,015, 0,028±0,015 и 0,039±0,031.